# Toyota TF107
Toyota TF107 je šestým vozem formule 1 týmu Panasonic Toyota Racing, který se účastnil mistrovství světa v roce 2007. Monopost byl představen 12. ledna v Kolíně nad Rýnem.

## Popis
Hlavní změny ve srovnání s vozem TF106B jsou v aerodynamice. Pozice motoru byla posunuta o 100 mm. Zadní část vozu je extrémně krátká, kvůli posunutí motoru a převodovky směrem dopředu. Zadní křídlo se snížilo dolů. Přední část vozu se stala pevnější. Lakování vozu je stejné jako u minulých vozů.

## Technická data
- Délka: 4 530 mm
- Šířka: 1 800 mm
- Výška: 950 mm
- Váha: 600 kg (včetně pilota, vody a oleje)
- Rozchod kol vpředu:
- Rozchod kol vzadu:
- Rozvor: 3 090 mm
- Převodovka: Toyota/WilliamsF1 L 7stupňová poloautomatická sekvenční s elektronickou kontrolou.
- Brzdy: Brembo
- Motor: Toyota RVX-07
  - V8 90°
  - Objem: 2.398 cm³
  - Výkon: 740cv/19000 otáček
  - Zdvih: mm
  - Ventily: 32
  - Mazivo: Esso
  - Palivo: Esso
  - Vstřikování DENSO
  - Palivový systém DENSO
- Pneumatiky: Bridgestone

## Výsledky v sezoně 2007
| Legenda k tabulce | Legenda k tabulce                                                                       |
| Barva             | Výsledek                                                                                |
| ----------------- | --------------------------------------------------------------------------------------- |
| Zlatá             | Vítěz                                                                                   |
| Stříbrná          | 2. místo                                                                                |
| Bronzová          | 3. místo                                                                                |
| Zelená            | Bodované umístění                                                                       |
| Modrá             | Nebodované umístění                                                                     |
| Modrá             | Dokončil neklasifikován (NC)                                                            |
| Fialová           | Odstoupil (Ret)                                                                         |
| Červená           | Nekvalifikoval se (DNQ)                                                                 |
| Červená           | Nepředkvalifikoval se (DNPQ)                                                            |
| Černá             | Diskvalifikován (DSQ)                                                                   |
| Bílá              | Nestartoval (DNS)                                                                       |
| Bílá              | Závod zrušen (C)                                                                        |
| Světle modrá      | Pouze trénoval (PO)                                                                     |
| Světle modrá      | Páteční testovací jezdec (TD)                                                           |
| Bez barvy         | Netrénoval (DNP)                                                                        |
| Bez barvy         | Vyřazen (EX)                                                                            |
| Bez barvy         | Nepřijel (DNA)                                                                          |
| Bez barvy         | Odvolal účast (WD)                                                                      |
| Bez barvy         | Nezúčastnil se (prázdné)                                                                |
| Označení          | Význam                                                                                  |
| Tučnost           | Pole position                                                                           |
| Kurzíva           | Nejrychlejší kolo                                                                       |
| †                 | Jezdec nedojel do cíle, ale byl klasifikován, protože odjel více než 90 % délky závodu. |
| ‡                 | Byl udělován poloviční počet bodů, protože bylo odjeto méně než 75 % délky závodu.      |
| Horní index       | Umístění bodujících jezdců ve sprintu                                                   |

| Rok  | Tým    | Motor                | Pneu | Jezdci          | 1   | 2   | 3   | 4   | 5   | 6   | 7   | 8   | 9   | 10  | 11  | 12  | 13  | 14  | 15  | 16  | 17  | Body | Umístění |
| ---- | ------ | -------------------- | ---- | --------------- | --- | --- | --- | --- | --- | --- | --- | --- | --- | --- | --- | --- | --- | --- | --- | --- | --- | ---- | -------- |
| 2007 | Toyota | Toyota RVX-07 2,4 V8 | B    |                 | AUS | MAL | BHR | ESP | MON | CAN | USA | FRA | GBR | EUR | HUN | TUR | ITA | BEL | JPN | CHN | BRA | 13   | 6.       |
| 2007 | Toyota | Toyota RVX-07 2,4 V8 | B    | Ralf Schumacher | 8   | 15  | 12  | Ret | 16  | 8   | Ret | 10  | Ret | Ret | 6   | 12  | 15  | 10  | Ret | Ret | 11  | 13   | 6.       |
| 2007 | Toyota | Toyota RVX-07 2,4 V8 | B    | Jarno Trulli    | 9   | 7   | 7   | Ret | 15  | Ret | 6   | Ret | Ret | 13  | 10  | 16  | 11  | 11  | 13  | 13  | 8   | 13   | 6.       |